# Mignano Monte Lungo
Mignano Monte Lungo là một đô thị ở tỉnh Caserta trong vùng Campania của Ý, có vị trí cách khoảng 70 km về phía tây bắc của Napoli và khoảng 45 km về phía tây bắc của Caserta. Tại thời điểm ngày 31 tháng 12 năm 2004, đô thị này có dân số 3.339 người và diện tích là 52,9 km².
Mignano Monte Lungo giáp các đô thị: Conca della Campania, Galluccio, Presenzano, Rocca d'Evandro, San Pietro Infine, San Vittore del Lazio, Sesto Campano, Venafro.